# Hauswurz (Gattung)
Hauswurz (Sempervivum) ist eine Gattung in der Familie der Dickblattgewächse (Crassulaceae). Der botanische Name der Gattung leitet sich von den  lateinischen Worten semper für ‚immer‘ und vivus für ‚lebend‘ ab. Der deutsche Trivialname Hauswurz hat seinen Ursprung im althochdeutschen Begriff Wurz, der damals für ‚Wurzel‘ oder ‚Pflanze‘ verwendet wurde.
Von den bisher etwa 200 beschriebenen Arten werden je nach Autor zwischen 40 und 63 Arten anerkannt. Zudem gibt es mehr als 7000 Sorten in gärtnerischer Verwendung.

## Merkmale

### Habitus
Hauswurzarten wachsen als Horste (Rosetten-Polster) mehrjähriger, immergrüner, sukkulenter Pflanzen. Die Pflanzen sind hapaxanth (bzw. monokarp), das heißt nach der Blüte sterben die Rosetten ab, die geblüht haben. Die Größe der ballförmig geschlossenen, halbkugeligen oder sternförmig ausgebreiteten Rosetten liegt zwischen 0,5 cm (teilweise bei Sempervivum arachnoideum oder Sempervivum globiferum subsp. arenarium) und 22 cm (teilweise bei Sempervivum grandiflorum und bei Sempervivum tectorum-Hybriden und Auslesen), hauptsächlich aber bei 3–6 cm. Bei der Blütenbildung strecken sich die Internodien der Sprossachse zu einem Langtrieb. Die Blütenstände werden zwischen 3 cm (Sempervivum minutum) und 60 cm (Sempervivum tectorum) hoch, ragen meist aber sieben bis zwanzig Zentimeter in die Höhe.

### Blätter

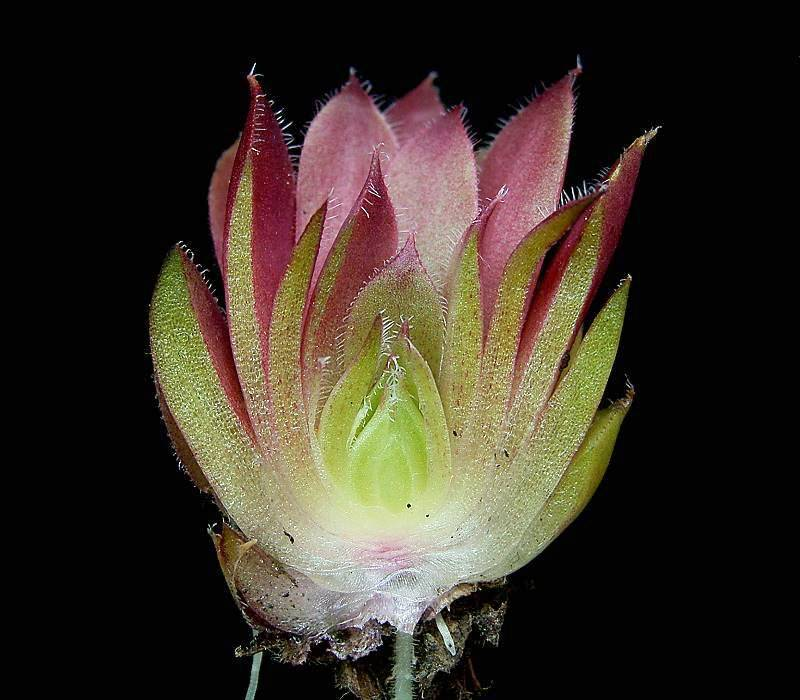
Schnitt durch eine Rosette von Sempervivum

Wie viele Dickblattgewächse (Crassulaceae) sind Hauswurz-Arten als Sukkulenten in der Lage, in ihren Blättern Wasser zu speichern. Die in der Regel sehr fleischigen Blätter sind seitlich zum Teil flaumig (pubeszent) behaart oder besitzen Randwimpern. Die Behaarung kann Drüsenhaare enthalten. Die Blattspitzen verfügen teilweise über Haarbüschel.
Die Form der Blätter der verschiedenen Arten ist vielfältig. Sie können beispielsweise lanzettlich, elliptisch, länglich lanzettlich, verkehrt lanzettlich, eiförmig, verkehrt eiförmig, spitz, keilförmig oder länglich spatelig sein. Die Spitze kann ebenso verschieden gestaltet sein. Meist ist sie spitz zulaufend oder kurz-kleinspitzig. Die Pigmentierung der Blätter ist je nach Jahreszeit, Standort und Sorte variabel. Es gibt stark mit Anthozyanen angereicherte Blätter, diese sind dann rotbraun oder auch selten in Violetttönen gefärbt. Es können diverse Farbabstufungen auftreten wie grau-olivgrün, graugrün, aber auch sehr blasse Tönungen (pseudochlorotisch). In letzterem Fall sind die Blätter gelblich bis gelblichgrün. Die Färbung ist hauptsächlich von der Sonneneinstrahlung abhängig, zum Teil aber auch genetisch bedingt.

### Blüten und Blütenstände

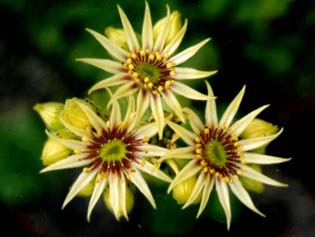
Sternförmig ausgebreitete Blüten von Sempervivum grandiflorum, eines Vertreters der Sektion Sempervivum

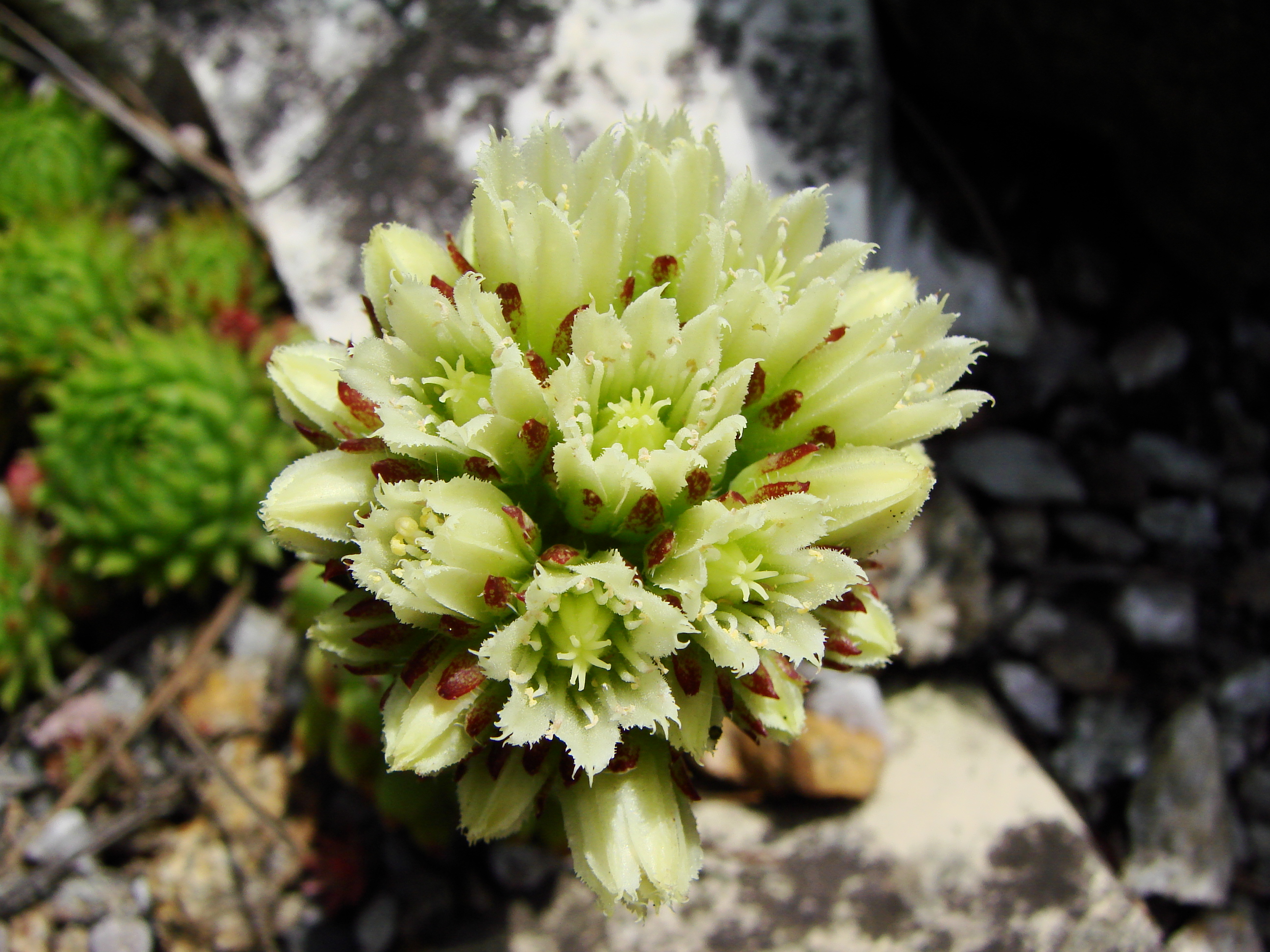
Röhren- bis glockenförmige Blüten von Sempervivum globiferum subsp. globiferum, einem Vertreter der Sektion Jovibarba

Der meist dichte Blütenstand besteht aus Zymen mit drei, selten zwei bis vier, Wickeln, die manchmal gegabelt sind. Die sitzenden oder fast sitzenden, zwittrigen Einzelblüten sind obdiplostemon. Ihre breit sitzenden, etwas aufrechten, lanzettlichen Kelchblätter sind an der Basis etwas miteinander verwachsen. Die rosafarbenen, purpurfarbenen oder gelb bis fast weißen, zur Blütezeit ausgebreiteten oder aufrechten Kronblätter sind an ihrer Basis nicht miteinander verwachsen und auf der Innenseite meist kahl.
Die nur selten kahlen Staubfäden sind rot, purpurfarben, bläulich oder gelblich bis weiß, die Staubblätter rot oder gelb und der abgesetzte Griffel ist meist gebogen. Die Nektarschüppchen sind mehr oder weniger quadratisch und etwa 0,5 Millimeter groß.
Die Rosetten blühen spärlich, die Blütezeit liegt zwischen Ende Mai und Ende August. Ihre Blüten weisen zuerst ein männliches Stadium auf (Proterandrie). Danach biegen sich die Staubblätter zur Seite und weg von den Fruchtblättern im Zentrum der Blüte. Auf diese Weise wird eine Selbstbestäubung erschwert.
Die Pollenkörner der Gattung sind prolat, das heißt, sie sind wie Rotationsellipsoide geformt. Die äußere Schicht der Wand des Pollenkorns, die Exine des Sporoderms, besitzt drei längsgestreckte Keimfalten, in deren Mitte sich je eine rundliche Keimpore befindet (tricolporat). Die Pollenkörner sind 14 bis 25 Mikrometer lang und 12 bis 21 Mikrometer breit. Die der Sektion Jovibarba sind 13 Prozent größer als die der Sektion Sempervivum, enthalten keinen Pollenkitt und unterscheiden sich außerdem im Aufbau der Pollenkornwand.

### Früchte und Samen
Die vielsamigen, nur selten kahlen Früchte stehen aufrecht bis fast aufrecht und öffnen sich entlang einer Bauchnaht. Die darin enthaltenen braunen Samen sind ellipsoid, eiförmig oder birnenförmig und gerippt.
Die Ausbreitung der Samen erfolgt durch den Wind (Anemochorie).

### Zytologie
Die Chromosomengrundzahl variiert zwischen {\displaystyle x=16} und {\displaystyle x=21}. Etwa die Hälfte aller Arten ist polyploid, die meisten davon tetraploid. Sempervivum minutum ist hexaploid und eine weitere Art oktoploid.

## Verbreitung und Standorte

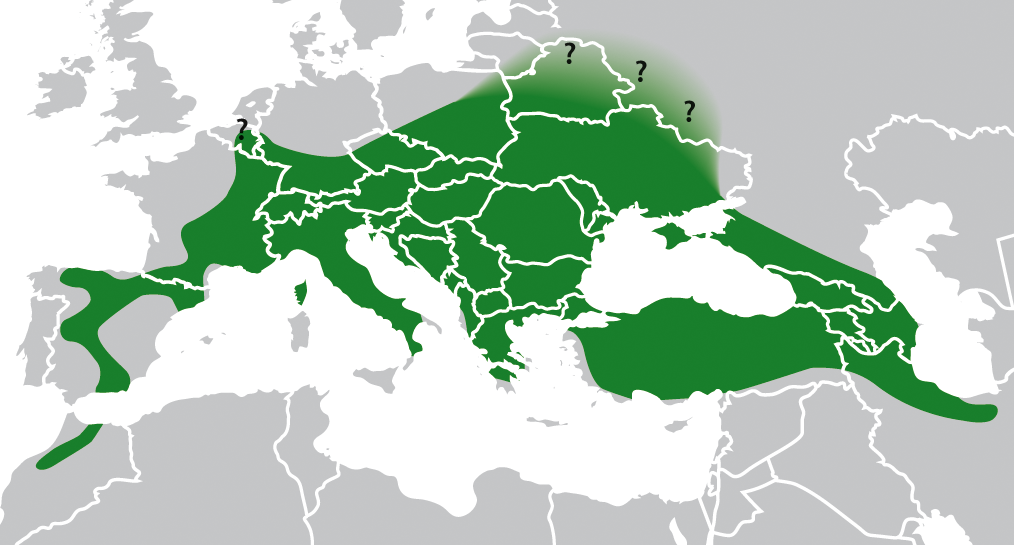
Autochthone Verbreitung der Gattung Sempervivum L.

Die Gattung Sempervivum kommt von Marokko bis zum Iran vor. Ihr Verbreitungsgebiet erstreckt sich zwischen diesen Eckpunkten durch die spanischen Sierras, die Alpen, Karpaten, die Berge des Balkan, der Türkei und Armeniens. Die Gattung ist also hauptsächlich in den europäischen Gebirgen zu finden. Mit Sempervivum atlanticum aus dem Atlas-Gebirge und Sempervivum iranicum aus dem Elburs-Gebirge greift ihre Verbreitung wie die Spitzen einer Sichel bis nach Afrika und Asien hinein. Im Kaukasus, in Nordost-Anatolien, auf dem Balkan und in den Alpen sind besonders viele Hauswurz-Arten anzutreffen.
Sie leben hauptsächlich auf besonnten Felsen und in steinigen Gebieten der montanen, subalpinen und alpinen Zone. Einige haben humosere Standorte erschlossen.

### Alpenraum

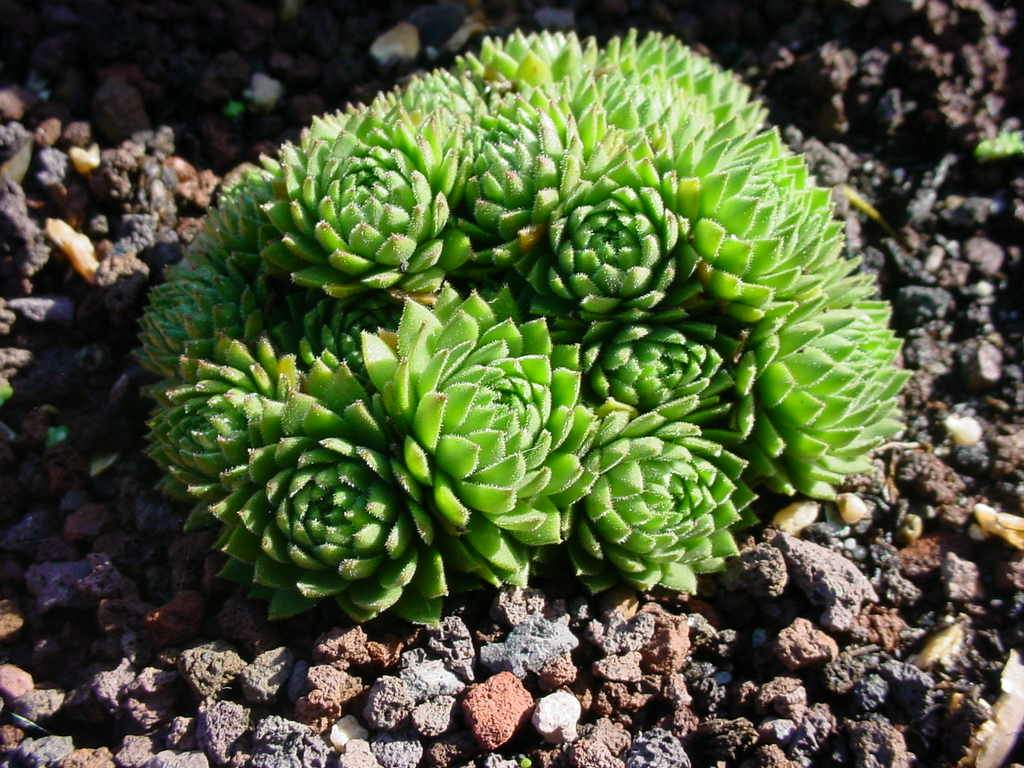
Rosetten-Polster der Berg-Hauswurz (Sempervivum montanum subsp. montanum)

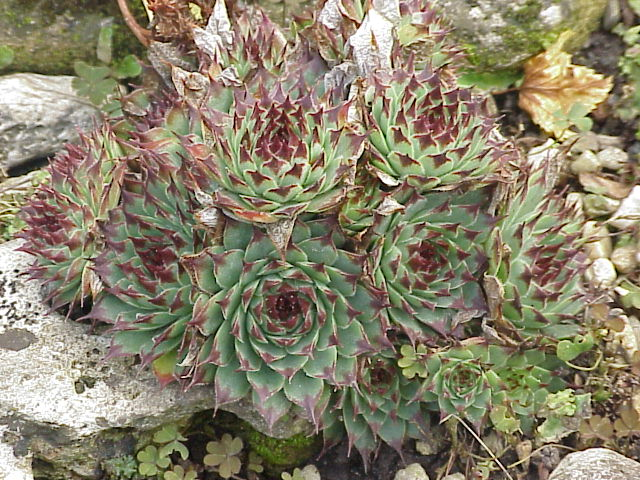
Kalk-Hauswurz (Sempervivum calcareum), eine Art mit vielen Blättern, die ins Bläulich-Grüne bis Grau-Olivgrüne spielen (glauk, glaukeszent). Die Blattspreiten sind länglich-eiförmig, die Blattspitzen zugespitzt und rotbraun.

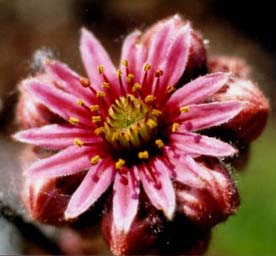
Blüte einer Hybride zwischen Berg-Hauswurz und Spinnweb-Hauswurz (Sempervivum arachnoideum × montanum, auch Sempervivum × barbulatum)

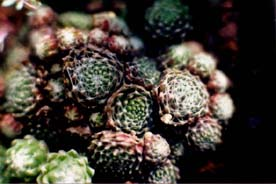
Sempervivum arachnoideum

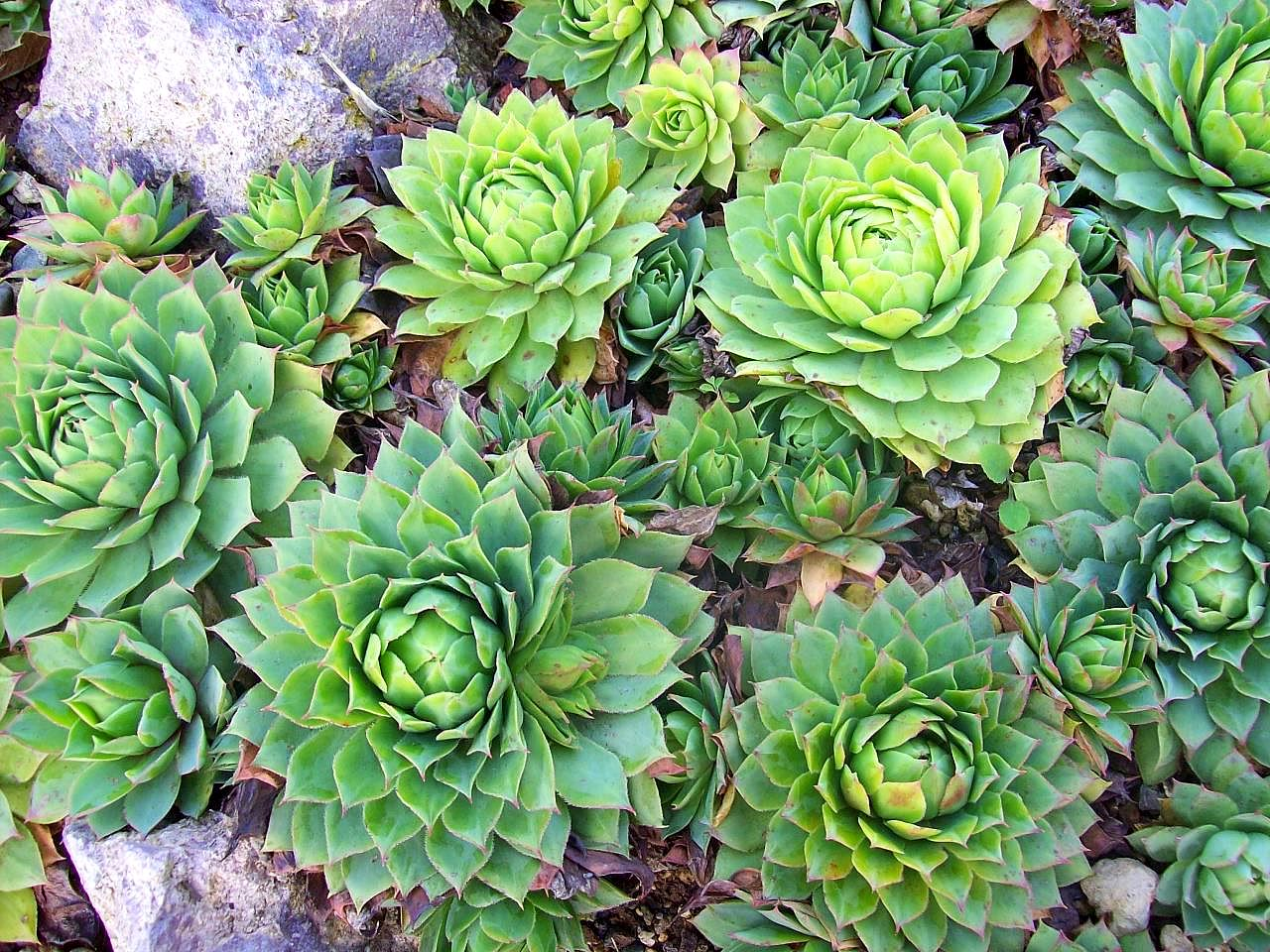
Sempervivum wulfenii

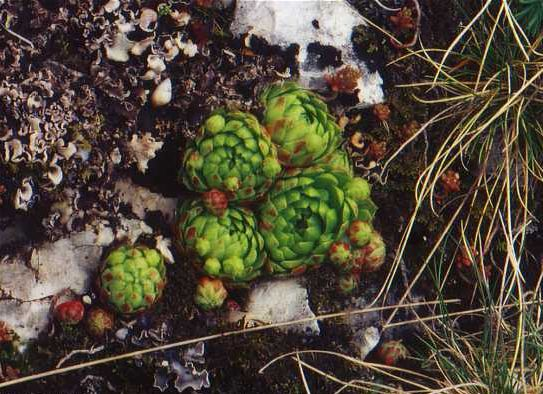
Sempervivum globiferum subsp. globiferum am Lochenstein (Schwäbische Alb), ein Vertreter der Sektion Jovibarba

In den Alpen, einem der Gebiete, in denen eine Häufung von Hauswurz-Arten auffällt, sind die am meisten verbreiteten Arten die Spinnweb-Hauswurz (Sempervivum arachnoideum), die Berg-Hauswurz (Sempervivum montanum) und die Dach-Hauswurz (Sempervivum tectorum). Sie blühen rot. Die Dach-Hauswurz kann man außer in ihrer autochthonen Verbreitung auch auf Dächern und Mauern finden, meist angepflanzt, manchmal verwildert bzw. wild, mitunter sehr weit von ihrem natürlichen Verbreitungsgebiet entfernt. Die Gewöhnliche Fransenhauswurz (Sempervivum globiferum) hat mit zwei Arealen in den Südwest-Alpen und mit Vorkommen in den Ostalpen ein insgesamt großes Verbreitungsgebiet, kommt dabei aber auffallend oft in den Randgebieten der Alpen vor.
Die Wulfen-Hauswurz (Sempervivum wulfenii) kommt endemisch in den Ostalpen vor, die ebenfalls gelb blühende Großblütige Hauswurz (Sempervivum grandiflorum) und die weißlich-blassrosa blühende Kalk-Hauswurz (Sempervivum calcareum) sind Endemiten der Westalpen und haben ein wesentlich geringeres Verbreitungsgebiet. Noch kleiner ist das Verbreitungsgebiet der rot blühenden Dolomiten-Hauswurz. Die Serpentin-Hauswurz (Sempervivum pittonii) ist nur auf zwei Berghängen in der Obersteiermark nahe Kraubath an der Mur in Österreich zu finden. Sie blüht gelb.
Während die Berg-Hauswurz, die Wulfen-Hauswurz und die Großblütige Hauswurz an saures Bodenmilieu angepasst sind, findet man die Kalk-Hauswurz und die Dolomiten-Hauswurz auf kalkhaltigem Substrat. Die Spinnweb-Hauswurz bevorzugt saure Bodenverhältnisse, die Dach-Hauswurz hat hierbei eine breitere Amplitude. Die Serpentin-Hauswurz ist auf serpentinitisches Substrat spezialisiert. Die Unterarten der Gewöhnlichen Fransenhauswurz sind teils an unterschiedliche Bodenverhältnisse angepasst.

### Kleinasien
Ein weiteres Gebiet, in dem Sempervivum-Arten gehäuft vorkommen, ist das Bergland von Kleinasien. Eine ausgesprochene Hochgebirgsart ist Sempervivum pisidicum. Sie kommt bis über 2500 m vor. Ebenfalls alpine Arten sind Sempervivum armenum und Sempervivum minus, die in Höhenlagen über 2000 m zu finden sind. Auch Sempervivum gillianii wächst gerne südexponiert auf alpinen Matten. Auf vulkanischem Gestein ist Sempervivum brevipilum zu finden. Eine weite Verbreitung im inneren Ostanatolien hat Sempervivum davisii, eine Sammelart, die sowohl in alpinen, als auch in feuchteren und tieferen Lagen vorkommt, beispielsweise in der Nähe von Flussufern. Auch Sempervivum ekimii und Sippen von Sempervivum davisii subsp. furseorum sind in eher feuchterem Klima zu finden. Sempervivum staintonii ist an niedere Lagen angepasst. Im östlichen Gebiet des Gebirges Kaçkar Dağlar ist Sempervivum herfriedianum heimisch.

### Kaukasus und Transkaukasus
Im Kaukasus findet man Vertreter der Gattung hauptsächlich in Höhenlagen von 1200 bis 3000 m. Dort kommen sowohl Semperviven mit glatten Blattflächen, als auch solche mit beiderseits behaarten Blattflächen vor. Zu den Hauswurzen mit kahlen Blattflächen gehören die rot blühende Arten Sempervivum borissovae, Sempervivum caucasicum und Sempervivum ingwersenii. Gelb blühende Arten sind Sempervivum glabrifolium und Sempervivum sosnowskyi.
Behaarte Blattflächen und rote Blüten besitzen Sempervivum altum, Sempervivum annae, Sempervivum dzhavachischvilii, Sempervivum ermanicum, Sempervivum charadzeae, Sempervivum ossetiense und Sempervivum pumilum. Eine gelb blühende Art mit behaarten Blattflächen ist Sempervivum transcaucasicum, die auch in niederen Lagen bis 550 m vorkommt. Sempervivum charadzeae, eine Art mit bis zu 35 cm langen Ausläufern, kommt in submontanen Lagen vor.

### Balkanhalbinsel
Ein weiteres Gebiet mit vielen Arten von Hauswurzen ist die Balkanhalbinsel. Aus der Sektion Jovibarba findet man im Gebiet vor allem viele Formen von Sempervivum heuffelii, aber auch Sempervivum globiferum kommt laut Literaturangaben im nördlichen Bereich des Balkans vor.
Aus der Sektion Sempervivum findet man dort als rot blühende Art häufig das sehr variable Sempervivum marmoreum. Eng verwandt mit dieser Art ist Sempervivum kosaninii, das auf Kalkstein in Mazedonien wächst. Die anderen Arten des Balkans blühen gelb.
Im nördlichen Bereich des Balkan wächst Sempervivum ruthenicum, dessen Verbreitungsschwerpunkt aber in Gebieten nördlich des Balkan liegt und das meist in tiefen Lagen vorkommt. Sempervivum leucanthum ist in Bulgarien und bergigen Gebieten südlich davon zu finden. Das Verbreitungsgebiet von Sempervivum zeleborii geht von Bulgarien und West-Rumänien südlich bis ins nördliche Griechenland. Die Petalen von Sempervivum ciliosum und Sempervivum leucanthum sind ausschließlich gelb gefärbt, während die anderen gelb blühenden Arten an der Basis der Kronblätter rötlich gefärbt sind. Die Unterart Sempervivum ciliosum subsp. octopodes wächst nur am Pelister im Süden Mazedoniens. Auch Sempervivum thompsonianum kommt ausschließlich in einem eng begrenzten Gebiet im Süden Mazedoniens vor.

## Systematik

### Äußere Systematik
Sempervivum gehört zur Tribus Semperviveae in der Unterfamilie der Sempervivoideae der Dickblattgewächse. Phylogenetische Untersuchungen zeigen eine enge Verwandtschaft zur Gattung Petrosedum sowie einigen Arten der Untergattung   Sedum subg. Gormania:
|  | Sedum assyriacum                                             |
|  |                                                              |
|  | \| \| Sedum mooneyi \| \| \| \| \| \| Petrosedum \| \| \| \| |
|  |                                                              |
|  | Sedum mooneyi                                                |
|  |                                                              |
|  | Petrosedum                                                   |
|  |                                                              |

|  | Sedum mooneyi |
|  |               |
|  | Petrosedum    |
|  |               |

|  | Sedum assyriacum                                             |
|  |                                                              |
|  | \| \| Sedum mooneyi \| \| \| \| \| \| Petrosedum \| \| \| \| |
|  |                                                              |
|  | Sedum mooneyi                                                |
|  |                                                              |
|  | Petrosedum                                                   |
|  |                                                              |

|  | Sedum mooneyi |
|  |               |
|  | Petrosedum    |
|  |               |

|  | Sedum assyriacum                                             |
|  |                                                              |
|  | \| \| Sedum mooneyi \| \| \| \| \| \| Petrosedum \| \| \| \| |
|  |                                                              |
|  | Sedum mooneyi                                                |
|  |                                                              |
|  | Petrosedum                                                   |
|  |                                                              |

|  | Sedum mooneyi |
|  |               |
|  | Petrosedum    |
|  |               |

|  | Sedum assyriacum                                             |
|  |                                                              |
|  | \| \| Sedum mooneyi \| \| \| \| \| \| Petrosedum \| \| \| \| |
|  |                                                              |
|  | Sedum mooneyi                                                |
|  |                                                              |
|  | Petrosedum                                                   |
|  |                                                              |

|  | Sedum mooneyi |
|  |               |
|  | Petrosedum    |
|  |               |

### Phylogenese
Wahrscheinlich stammt Sempervivum von einer alten Petrosedum-Linie ab, die einen vervielfachten Chromosomenbestand in den Zellen aufwies. Petrosedum wird außer als Ursprungsgruppe der Gattung Sempervivum auch als Ursprungsgruppe der Gattungen Aeonium, Aichryson und Monanthes angesehen.
Gemäß Urs Eggli hat sich die Ordnung der Steinbrechartigen (Saxifragales) ab der letzten globalen – alpidischen – Gebirgsbildungsphase der Erdgeschichte und deren geologischen Auffaltung, also seit den letzten 135 Millionen Jahren konstituiert. Die Familie der Dickblattgewächse (Crassulaceae) ist jedoch viel jünger und noch jünger ist die Gattung Sempervivum. Wie alt diese Gattung innerhalb der Familie ist, ist eine ungelöste Frage. Wegen des verhältnismäßig kleinen Verbreitungsgebietes sowie ihrer relativ einheitlichen Morphologie und Pflanzenchemie wurde auch die Meinung vertreten, die Gattung Sempervivum könne als eine junge Gruppe innerhalb der Familie der Dickblattgewächse angesprochen werden. Das ist allerdings Spekulation. Da es hierzu keine Fossilien gibt, bestehen keine gesicherten Daten.
Es gibt Hinweise, „dass einige heutige Verbreitungsmuster von Refugien der letzten eiszeitlichen Kaltzeit beeinflusst sind.“.
Offensichtlich befindet sich die Gattung in einer noch nicht stabilen Phase ihrer Evolution und sind alle ihre Mitglieder der Gattung sehr nahe miteinander verwandt. Dennoch zeigen die einzelnen Taxa oft eine große Variabilität. Als Konsequenz daraus wurden viele Unterarten, Varietäten und Formen beschrieben. Sie weisen mitunter keine gut definierten Abgrenzungen zueinander auf. Eine zweite Konsequenz ist, dass man innerhalb der Gattung eine hohe Zahl natürlicher Hybriden beobachten kann. Diese können sich oft wiederum rückkreuzen und so weiter – so dass eine fast ins Endlose gehende Vielfalt und Aufspaltung festzustellen ist.

### Innere Systematik
Die Erstbeschreibung der Gattung Sempervivum erfolgte 1753 durch Carl von Linné in Species Plantarum. Typusart der Gattung ist Sempervivum tectorum. Synonyme der Gattung sind Sedum Adans., Jovibarba (DC.) Opiz, Diopogon Jord. & Fourr. und ×Jovivum G.D.Rowley.
Die Gattung wird vor allem auf Grund von Unterschieden in der Blütenmorphologie in die Sektionen Sempervivum und Jovibarba unterteilt. In der Sektion Sempervivum sind die Blüten sternförmig ausgebreitet und sie besitzen acht bis 18 Kronblätter. Bei den Arten der Sektion Jovibarba sind die Blüten glocken- bis röhrenförmig und weisen in der Regel sechs, selten sieben oder fünf, Kronblätter auf.
Arten

Die Gattung Sempervivum umfasst folgende Arten, Unterarten und Varietäten:
- Sektion Sempervivum:
  - Sempervivum altum Turrill
  - Sempervivum annae Gurgen.
  - Sempervivum arachnoideum L.
    - Sempervivum arachnoideum subsp. arachnoideum
    - Sempervivum arachnoideum subsp. tomentosum (C.B. Lehm. & Schnittspahn) Schinz & Thell.

  - Sempervivum armenum Boiss. & A.Huet
    - Sempervivum armenum var. armenum
    - Sempervivum armenum var. insigne Muirhead

  - Sempervivum atlanticum (Ball) Ball
  - Sempervivum atropatanum J.Parn.
  - Sempervivum borissovae Wale
  - Sempervivum brevipilum Muirhead
  - Sempervivum calcareum Jord.
  - Sempervivum cantabricum J.A.Huber
    - Sempervivum cantabricum subsp. cantabricum
    - Sempervivum cantabricum subsp. guadarramense M.C.Sm.
    - Sempervivum cantabricum subsp. urbionense M.C.Sm.

  - Sempervivum caucasicum Rupr. ex Boiss.
  - Sempervivum charadzeae Gurgen.
  - Sempervivum ciliosum Craib
    - Sempervivum ciliosum subsp. ciliosum
    - Sempervivum ciliosum subsp. octopodes (Turrill) Zonn.

  - Sempervivum davisii Muirhead[8]
    - Sempervivum davisii subsp. davisii
einschließlich Sempervivum artvinense und Sempervivum brevipetalum
    - Sempervivum davisii subsp. furseorum (Muirhead) Karaer

  - Sempervivum dolomiticum Facchini
  - Sempervivum dzhavachischvilii Gurgen.
  - Sempervivum ekimii Karaer[19]: Die 1942 als Varietät erstbeschriebene Sippe wurde erst 2008 als Art eingestuft. Sie kommt in der nordöstlichen Türkei vor.[20]
  - Sempervivum ermanicum Gurgen.
  - Sempervivum gillianii Muirhead
  - Sempervivum glabrifolium Boriss.
  - Sempervivum grandiflorum Haw.
  - Sempervivum herfriedianum Neeff[21]: Die 2005 erstbeschriebene Art kommt in der Türkei vor.[20]
  - Sempervivum ingwersenii Wale
  - Sempervivum iranicum Bornm. & Gauba
  - Sempervivum ispartae Muirhead
  - Sempervivum kosaninii Praeger
  - Sempervivum leucanthum Pančić
  - Sempervivum marmoreum Griseb.
    - Sempervivum marmoreum subsp. ballsii (Wale) Zonn.
    - Sempervivum marmoreum subsp. erythraeum (Velen.) Zonn.
    - Sempervivum marmoreum subsp. marmoreum
    - Sempervivum marmoreum subsp. matricum (Letz) Hadrava & Miklánek[22][23]
    - Sempervivum marmoreum subsp. reginae-amaliae (Heldr. & Sartori ex Boiss.) Zonn.

  - Sempervivum minus Turrill
  - Sempervivum minutum (Kunze ex Willk.) Nyman ex Pau
  - Sempervivum montanum L.
    - Sempervivum montanum subsp. burnatii Wettst. ex Hayek
    - Sempervivum montanum subsp. heterophyllum (Hazsl.) Jáv. ex Soó
    - Sempervivum montanum subsp. montanum
    - Sempervivum montanum subsp. stiriacum (Wettst. ex Hayek) Wettst.

  - Sempervivum ossetiense Wale
  - Sempervivum pisidicum Peșmen & Güner
  - Sempervivum pittonii Schott, Nyman & Kotschy
  - Sempervivum pumilum M.Bieb.
  - Sempervivum ruthenicum W.D.J.Koch ex Schnittsp. & C.B.Lehm.
  - Sempervivum sosnowskyi Ter-Chatsch.
  - Sempervivum staintonii Muirhead
  - Sempervivum tectorum L.
    - Sempervivum tectorum var. arvernense (Lecoq & Lamotte) Zonn.
    - Sempervivum tectorum var. tectorum

  - Sempervivum thompsonianum Wale 
Wahrscheinlich eine Hybride von Sempervivum ciliosum subsp. octopodes und Sempervivum marmoreum subsp. reginae-amaliae
  - Sempervivum transcaucasicum Muirhead
  - Sempervivum wulfenii Hoppe ex Mert. & W.D.J.Koch
    - Sempervivum wulfenii subsp. juvanii (Strgar) C.Favarger & J.Parn.
    - Sempervivum wulfenii subsp. wulfenii

  - Sempervivum zeleborii Schott

- Sektion Jovibarba:
  - Sempervivum globiferum L.
    - Sempervivum globiferum subsp. allionii (Jord. & Fourr.) 't Hart & B.Bleij
    - Sempervivum globiferum subsp. arenarium (W.D.J.Koch) 't Hart & B.Bleij
    - Sempervivum globiferum subsp. glabrescens (Sabr.) M.Werner[24]
    - Sempervivum globiferum subsp. globiferum
    - Sempervivum globiferum subsp. hirtum (L.) 't Hart & B.Bleij
    - Sempervivum globiferum subsp. preissianum (Domin) M.Werner[25]
    - Sempervivum globiferum subsp. lagarinianum (L.Gallo) R.Stephenson[26]

  - Sempervivum heuffelii Schott

Hybriden

Darüber hinaus sind folgende Hybriden gültig beschrieben:
- Sempervivum × alidae Zonn. 
 künstliche Hybride von Sempervivum wulfenii und Sempervivum grandiflorum
- Sempervivum × barbulatum Schott 
natürliche Hybride von Sempervivum arachnoideum und Sempervivum montanum
- Sempervivum × barbulatum subsp. etruscum D.Donati & G.Dumont 
natürliche Hybride von Sempervivum arachnoideum und Sempervivum montanum[27]
- Sempervivum × christii Wolf 
natürliche Hybride von Sempervivum grandiflorum und Sempervivum montanum
- Sempervivum × fauconnettii Reut. [28]
natürliche Hybride von Sempervivum arachnoideum und Sempervivum tectorum
- Sempervivum × feigeanum Neeff [21]
Hybride von Sempervivum davisii und Sempervivum staintonii
- Sempervivum × fimbriatum Schnittsp. & C.B.Lehm. 
natürliche Hybride von Sempervivum arachnoideum und Sempervivum wulfenii
- Sempervivum × funckii F.Braun ex W.D.J.Koch 
vermutlich natürliche Hybride von Sempervivum arachnoideum, Sempervivum montanum und Sempervivum tectorum
- Sempervivum × giuseppii Wale 
natürliche Hybride von Sempervivum arachnoideum und Sempervivum cantabricum
- Sempervivum × hayekii G.D.Rowley 
natürliche Hybride von Sempervivum grandiflorum und Sempervivum tectorum
- Sempervivum × morelianum Viviand-Morel 
Hybride von Sempervivum arachnoideum und Sempervivum calcareum
- Sempervivum × nixonii
künstliche Hybride von Sempervivum globiferum und Sempervivum heuffelii
- Sempervivum × praegeri G.D.Rowley 
Hybride von Sempervivum leucanthum und Sempervivum marmoreum
- Sempervivum × rupicola Kern. 
natürliche Hybride von Sempervivum montanum und Sempervivum wulfenii
- Sempervivum × stenopetalum Schnittsp. & C.B.Lehm. 
natürliche Hybride von Sempervivum montanum und Sempervivum tectorum
- Sempervivum × vaccarii Wilczek ex Vacc. 
natürliche Hybride von Sempervivum arachnoideum und Sempervivum grandiflorum
- Sempervivum × versicolor Velen. 
Hybride von Sempervivum marmoreum und Sempervivum ruthenicum
- Sempervivum × wolfianum Chenevard 
Hybride von Sempervivum arachnoideum, Sempervivum grandiflorum, Sempervivum montanum und Sempervivum tectorum

## Verwendung und Kultivare
Arten und Sorten der Hauswurzen werden häufig auf Mauerkronen und zur Dachbegrünung eingesetzt, meistens Sempervivum tectorum und dessen Sorten und Hybriden. Er wurde als Zauber- und Heilpflanze angesehen. Es gibt viele Hauswurz-Liebhaber und -sammler. Dabei liegt das Hauptinteresse nicht nur auf der Ausbildung der Blüten, sondern auch in der Vielfalt der Rosettenformen und -färbungen. Hier kann man verschiedene Ausformungen der Blätter beobachten, wie rund oder spitz. Mittlerweile gibt es Rosetten in den mannigfaltigsten Farbschattierungen wie rot, gelb und orange, natürlich auch grün, aber auch fast schwarz. Jede dieser Farben verändert sich im Laufe der Jahreszeiten, am intensivsten im Frühling und Herbst, die Ausfärbung ist aber auch abhängig von trockenem und nährstoffarmen Standort. Viele Sorten tragen aber auch eine mehr oder weniger ausgeprägte Behaarung, die meist von der Spinnweb-Hauswurz herrührt.

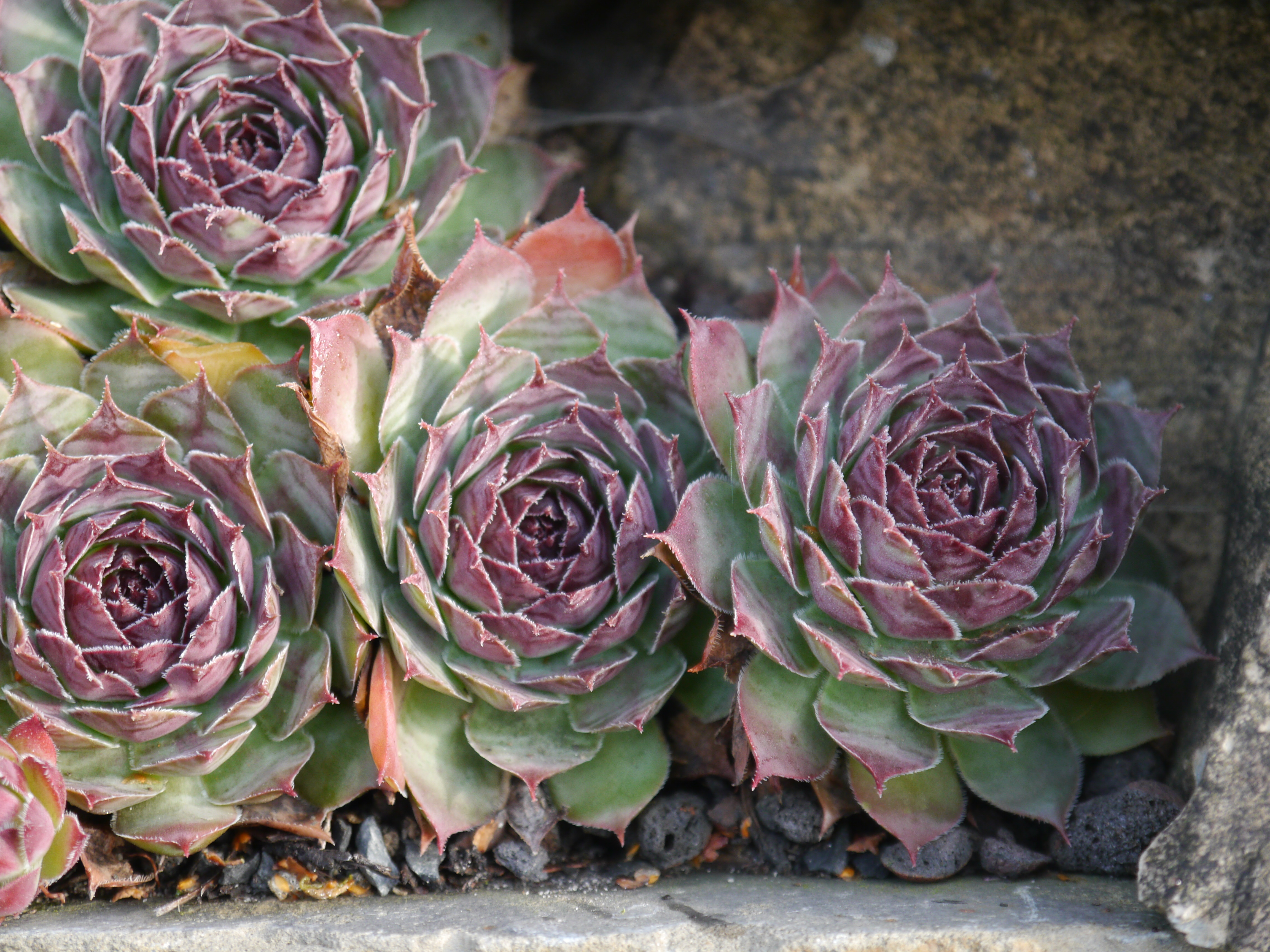
Carlotta

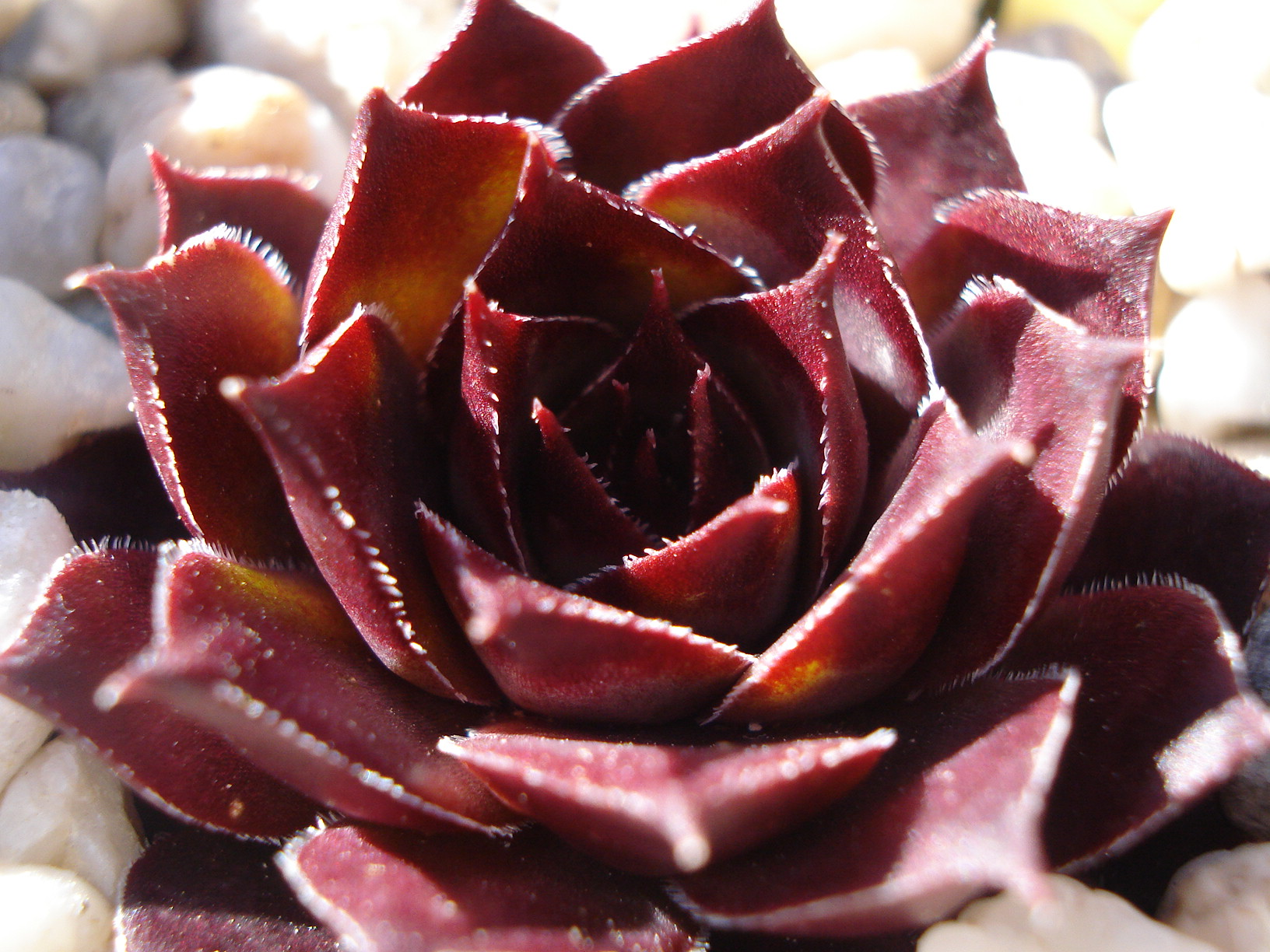
Blauer Ritter

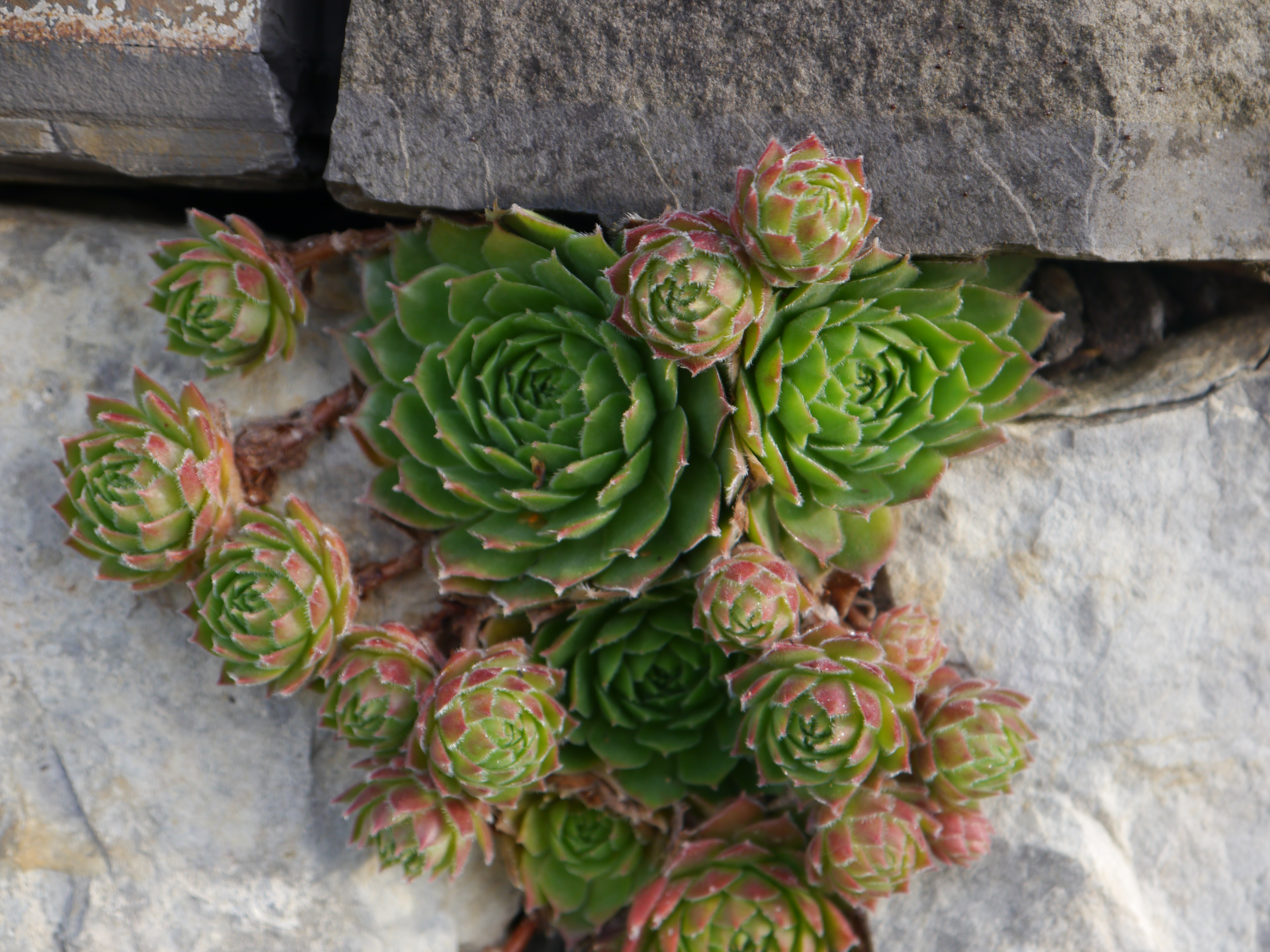
Silverine

Erste Züchtungen lassen sich etwa auf das Jahr 1920 datieren. Inzwischen wurden mehr als 7000 Sorten gezüchtet. 1927 brachte die Staudengärtnerei Georg Arends die Züchtungen Beta und Alpha auf den Markt. Zwei Jahre später folgte Gamma. Jedes Jahr kommen neue Sorten hinzu, viele sehen sich sehr ähnlich. Für Hauswurz-Sorten gilt: einmal ohne Sortennamen, immer ohne Namen. In Deutschland haben sich Liebhaber der Gattung in der Fachgruppe „Sempervivum/Jovibarba“ innerhalb der „Gesellschaft der Staudenfreunde“ (GdS) zusammengefunden.